# Parafia Nawiedzenia Najświętszej Maryi Panny w Widzowie
Parafia Nawiedzenia Najświętszej Maryi Panny w Widzowie – parafia rzymskokatolicka znajdująca się w archidiecezji częstochowskiej, w dekanacie Kłomnice. Została erygowana 15 września 1958 roku przez bp. Zdzisława Golińskiego.
Budynek kościoła pw. Nawiedzenia Najświętszej Maryi Panny przy ul. Kościelnej, wzniesiony w 1910 r., położony na działce ewidencyjnej nr 394/1, obr. 0011 Widzówek, został wpisany do rejestru zabytków nieruchomych województwa śląskiego 19 marca 2024 (nr rej. A/1364/24); zakres wpisu do rejestru zabytków obejmuje budynek kościoła wraz z najbliższym otoczeniem obejmującym teren całej działki ewidencyjnej nr 394/1, ob. 0011 Widzówek.

## Proboszczowie
Źródło: strona parafii
- ks. Franciszek Szuba (1958–1959)
- ks. Franciszek Data (1959–1961)
- ks. Stefan Kucała (1961–1967)
- ks. Andrzej Chutnik (1967–1974)
- ks. Zygmunt Woźniak (1974–1981)
- ks. Stefan Kruszyński (1981–1983)
- ks. Eugeniusz Stefaniak (1983–1985)
- ks. Jan Zdulski (1985–1996)
- ks. Marek Czernecki (1996–2008)
- ks. Zbigniew Jeż (2008–2020)